# Суно
Суно (итал. Suno) је насеље у Италији у округу Новара, региону Пијемонт.
Према процени из 2011. у насељу је живело 1694 становника. Насеље се налази на надморској висини од 265 м.

## Становништво
Према резултатима пописа становништва 2011. у општини је живело 2.808 становника.
| 1931. | 1936. | 1951. | 1961. | 1971. | 1981. | 1991. | 2001. | 2011. |
| ----- | ----- | ----- | ----- | ----- | ----- | ----- | ----- | ----- |
| 3.760 | 3.512 | 3.133 | 3.035 | 2.936 | 2.810 | 2.734 | 2.834 | 2.808 |